# راکوود (ویرجینیا)
راکوود (به انگلیسی: Rockwood) یک منطقهٔ مسکونی در ایالات متحده آمریکا است که در شهرستان چسترفیلد، ویرجینیا واقع شده‌است. راکوود ۸٬۴۳۱ نفر جمعیت دارد.